# Valvomo

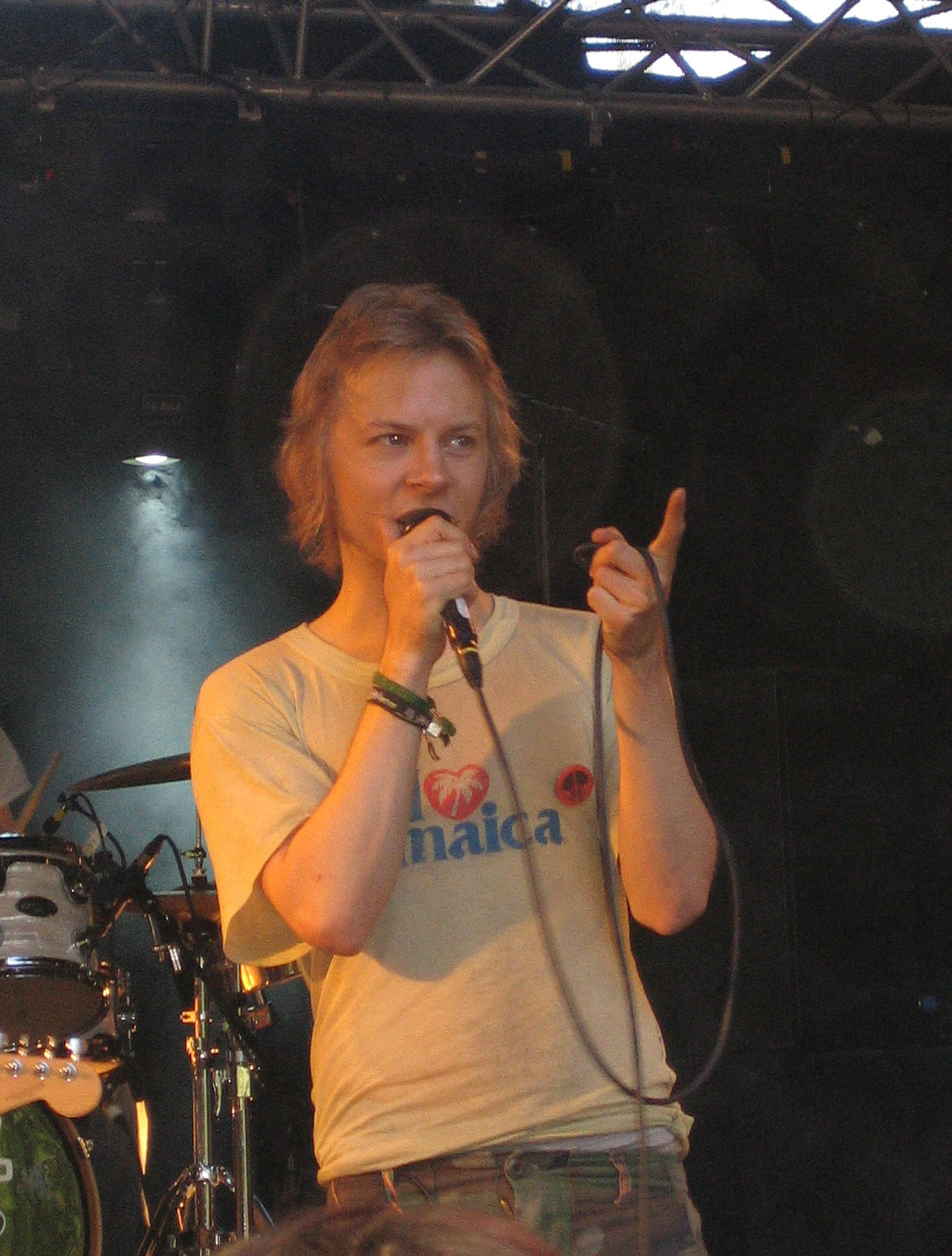
Valvomo under en konsert 2006.

Valvomo är ett band från Helsingfors, Finland. De blev kända under sommaren 2006 med sin låt "Mikä Kesä". "Mikä Kesä" var deras första låt som spelades på radio under sommaren i Finland 2006. Deras musik är politisk och ett tydligt exempel på det är deras singel "Ensimmäinen kaiken ottaa" (The first one takes it all, ettan tar allt). Låtens text med tankar rörande egendom är vänsterpolitisk. Valvomos första album, "Heitä Ensimmäinen Kivi", släpptes i augusti 2006. 
Finsk webbsajt: https://web.archive.org/web/20060924195012/http://www.valvomo.tv/